# Allan Green
Allan Lamar Green (* 20. September 1979 in Tulsa, Oklahoma, USA) ist ein US-amerikanischer Profiboxer. Er war unter anderem im Juni 2010 WM-Herausforderer der WBA im Supermittelgewicht.

## Amateurkarriere
Allan Green siegte als Amateur in 55 von 61 Kämpfen. Sein größter Erfolg war der Gewinn der National Golden Gloves 2002 im Halbschwergewicht, wobei er im Finale Curtis Stevens bezwingen konnte.

## Profikarriere
Sein Profidebüt gewann er am 9. November 2002. Trainiert wurde er unter anderem von John David Jackson. Green besiegte unter anderem Ola Afolabi, Anthony Bonsante und Emmett Linton, ehe er im März 2007 nach Punkten gegen Edison Miranda unterlag.
Er gewann anschließend wieder sechs Kämpfe in Folge und schlug dabei unter anderem Rubin Williams, Carl Daniels und Tarvis Simms, wodurch er North American Champion der NABO im Supermittelgewicht wurde.
Im Februar 2010 wurde Green in das Turnier Super Six World Boxing Classic (SSWBC) aufgenommen und ersetzte dort den freiwillig aus dem Turnier ausgeschiedenen Jermain Taylor. In seinem ersten Kampf am 19. Juni 2010 verlor er einstimmig nach Punkten gegen den WBA-Weltmeister Andre Ward, welcher in seinem ersten Turnierkampf Mikkel Kessler besiegt hatte. In seinem zweiten Kampf in dem Turnier verlor er am 6. November 2010 durch TKO in der achten Runde gegen den SSWBC-Newcomer Glen Johnson und schied daraufhin aus dem Turnier aus. Johnson hatte den aufgrund einer Verletzung ausgeschiedenen Mikkel Kessler ersetzt.
Im November 2011 besiegte er im Halbschwergewicht den Kanadier Sébastien Demers, welcher 2007 IBF-WM-Herausforderer von Arthur Abraham war. Im Mai 2012 verlor er beim Kampf um den WBC-Silver-Titel im Halbschwergewicht durch K. o. in der vierten Runde gegen Mikkel Kessler.
Im November 2012 siegte er gegen Renan St-Juste, verlor aber im Oktober 2013 nach Punkten gegen Blake Caparello. In dem Kampf ging es um den IBO-Weltmeistertitel im Halbschwergewicht.
Nach dem Kampf gegen Caparello bestritt Green bis 2018 keinen Kampf mehr. Seinen nächsten bestritt er am 13. Januar 2019 und verlor dabei im Cruisergewicht durch K. o. in der dritten Runde gegen Ahmed Elbiali.

## Liste der Profikämpfe
| 34 Siege (23 K. o.-Siege), 6 Niederlagen (3 K.o-Niederlagen), 0 Unentschieden |              |                                                                                    |                      |                                          |
| Jahr                                                                          | Tag          | Ort                                                                                | Gegner               | Ergebnis für Green                       |
| 2002                                                                          | 9. November  | Coca-Cola Center, Oklahoma City, Oklahoma, Vereinigte Staaten                      | Robert Dykes         | Sieg / TKO 1. Runde                      |
| 2003                                                                          | 3. Januar    | Thunderbird Wild West Casino, Norman, Oklahoma, Vereinigte Staaten                 | Donnie Davis         | Sieg / KO 1. Runde                       |
| 2003                                                                          | 7. Februar   | Sams Town Hotel, Las Vegas, Nevada, Vereinigte Staaten                             | Rodney Moore         | Sieg / KO 1. Runde                       |
| 2003                                                                          | 8. März      | Marconi Automotive Museum, Tustin, Kalifornien, Vereinigte Staaten                 | Ola Afolabi          | Punktsieg (einstimmig) / 4 Runden        |
| 2003                                                                          | 25. April    | Thunderbird Wild West Casino, Norman, Oklahoma, Vereinigte Staaten                 | Berry Basler         | Sieg / KO 3. Runde                       |
| 2003                                                                          | 25. Juli     | Creek Nation Gaming Center, Tulsa, Oklahoma, Vereinigte Staaten                    | Tyrone Jackson       | Punktsieg (einstimmig) / 6 Runden        |
| 2003                                                                          | 5. September | Stardust Hotel & Casino, Las Vegas, Nevada, Vereinigte Staaten                     | James Green          | Sieg / KO 5. Runde                       |
| 2003                                                                          | 7. November  | Desert Diamond Casino, Tucson, Arizona, Vereinigte Staaten                         | Marc LeFleche        | Sieg / TKO 5. Runde                      |
| 2004                                                                          | 31. Januar   | Expo Pavilion, Tulsa, Oklahoma, Vereinigte Staaten                                 | John Turlington      | Punktsieg (einstimmig) / 4 Runden        |
| 2004                                                                          | 6. Februar   | Desert Diamond Casino, Tucson, Arizona, Vereinigte Staaten                         | Joe Pastorello       | Sieg / TKO 2. Runde                      |
| 2004                                                                          | 5. März      | Pala Casino, Pala, Kalifornien, Vereinigte Staaten                                 | Laverne Clark        | Sieg / TKO 3. Runde                      |
| 2004                                                                          | 27. März     | Marconi Automotive Museum, Tustin, Kalifornien, Vereinigte Staaten                 | Willard Lewis        | Punktsieg (einstimmig) / 8 Runden        |
| 2004                                                                          | 2. Juli      | Pala Casino, Pala, Kalifornien, Vereinigte Staaten                                 | Conal MacPhee        | Sieg / KO 2. Runde                       |
| 2004                                                                          | 27. November | Buffalo Run Casino, Miami, Oklahoma, Vereinigte Staaten                            | Etianne Whitaker     | Sieg / KO 2. Runde                       |
| 2005                                                                          | 25. Februar  | Buffalo Run Casino, Miami, Oklahoma, Vereinigte Staaten                            | Sebastian Hill       | Sieg / TKO 3. Runde                      |
| 2005                                                                          | 20. Mai      | Buffalo Run Casino, Miami, Oklahoma, Vereinigte Staaten                            | Rocky Smith          | Sieg / TD 7. Runde                       |
| 2005                                                                          | 26. August   | Thunderbird Wild West Casino, Norman, Oklahoma, Vereinigte Staaten                 | Ted Muller           | Punktsieg (einstimmig) / 10 Runden       |
| 2005                                                                          | 4. November  | Buffalo Run Casino, Miami, Oklahoma, Vereinigte Staaten                            | Jaidon Codrington    | Sieg / KO 1. Runde                       |
| 2006                                                                          | 27. Januar   | Buffalo Run Casino, Miami, Oklahoma, Vereinigte Staaten                            | Mike Jackson         | Sieg / TKO 1. Runde                      |
| 2006                                                                          | 26. April    | Buffalo Run Casino, Miami, Oklahoma, Vereinigte Staaten                            | Donny McCrary        | Sieg / TKO 6. Runde                      |
| 2006                                                                          | 21. Juli     | Million Dollar Elm Casino, Tulsa, Oklahoma, Vereinigte Staaten                     | Anthony Bonsante     | Sieg / TKO 5. Runde                      |
| 2006                                                                          | 1. September | Million Dollar Elm Casino, Tulsa, Oklahoma, Vereinigte Staaten                     | Emmett Linton        | Punktsieg (einstimmig) / 10 Runden       |
| 2006                                                                          | 14. Oktober  | Dunkin Donuts Center, Providence, Rhode Island, Vereinigte Staaten                 | Jerson Ravelo        | Sieg / TKO 8. Runde                      |
| 2007                                                                          | 3. März      | Coliseo Roberto Clemente, San Juan, Puerto Rico                                    | Edison Miranda       | Punktniederlage (einstimmig) / 10 Runden |
| 2007                                                                          | 13. Juli     | Million Dollar Elm Casino, Tulsa, Oklahoma, Vereinigte Staaten                     | Darrell Woods        | Sieg / KO 1. Runde                       |
| 2007                                                                          | 19. Oktober  | Buffalo Run Casino, Miami, Oklahoma, Vereinigte Staaten                            | Sherwin Davis        | Sieg / KO 2. Runde                       |
| 2008                                                                          | 4. Januar    | Million Dollar Elm Casino, Tulsa, Oklahoma, Vereinigte Staaten                     | Rubin Williams       | Punktsieg (einstimmig) / 10 Runden       |
| 2008                                                                          | 15. November | Vanderbilt University Memorial Gymnasium, Nashville, Tennessee, Vereinigte Staaten | Carl Daniels         | Sieg / TKO 7. Runde                      |
| 2009                                                                          | 25. April    | Foxwoods Resort, Mashantucket, Connecticut, Vereinigte Staaten                     | Carlos De Leon Jr    | Sieg / TKO 2. Runde                      |
| 2009                                                                          | 2. Oktober   | First Council Casino, Newkirk, Oklahoma, Vereinigte Staaten                        | Tarvis Simms         | Punktsieg (einstimmig) / 10 Runden       |
| 2010                                                                          | 19. Juni     | Oracle Arena, Oakland, Vereinigte Staaten                                          | Andre Ward           | Punktniederlage (einstimmig) / 12 Runden |
| 2010                                                                          | 6. November  | MGM Grand, Las Vegas, Nevada, Vereinigte Staaten                                   | Glen Johnson         | Niederlage / KO 8. Runde                 |
| 2011                                                                          | 13. August   | Buffalo Run Casino, Miami, Vereinigte Staaten                                      | Craig Gandy          | TKO-Sieg 2. Runde / 8 Runden             |
| 2011                                                                          | 5. November  | Colisée Pepsi, Montreal, Kanada                                                    | Sébastien Demers     | Punktsieg (einstimmig) / 10 Runden       |
| 2012                                                                          | 19. Mai      | Parken, Kopenhagen, Dänemark                                                       | Mikkel Kessler       | KO-Niederlage 4. Runde / 12 Runden       |
| 2012                                                                          | 3. November  | Centre Bell, Montreal, Kanada                                                      | Renan St-Juste       | TKO-Sieg 7. Runde / 10 Runden            |
| 2013                                                                          | 17. Oktober  | Melbourne Pavilion, Melbourne, Australien                                          | Blake Caparello      | Punktniederlage (einstimmig) / 12 Runden |
| 2018                                                                          | 18. Januar   | The Criterion, Oklahoma City, Vereinigte Staaten                                   | Edgar Perez          | Punktsieg (einstimmig) / 6 Runden        |
| 2019                                                                          | 13. Januar   | Microsoft Theater, Los Angeles, Vereinigte Staaten                                 | Ahmed Elbiali        | KO-Niederlage 3. Runde / 10 Runden       |
| 2021                                                                          | 4. Dezember  | Buffalo Run Casino & Resort in Miami, Oklahoma, Vereinigte Staaten                 | Anthony Blake LaCaze | TKO-Sieg 4. Runde / 4 Runden             |
| (Quelle: BoxRec-Datenbank)                                                    |              |                                                                                    |                      |                                          |